# 1419

## Събития
- 30 юли – Първа Пражка дефенестрация

## Починали
- 20 декември – Йоан XXIII (антипапа) – антипапа